# Philon von Byzanz
Philon von Byzanz (altgriechisch Φίλων ὁ Βυζάντιος Phílōn ho Byzántios; * im 3. Jahrhundert v. Chr.; † im 2. Jahrhundert v. Chr.) war ein griechischer Erfinder, Konstrukteur und Autor eines Werkes über die Mechanik. Er war vermutlich ein Schüler von Ktesibios.
Ein weiteres, ihm häufig zugeschriebenes Werk über die sieben Weltwunder stammt von einem spätantiken Autor gleichen Namens.

## Werke
- Μηχανικὴ Σύνταξις Mechanike syntaxis – Handbuch der Mechanik
- De ingeniis spiritualibus – Pneumatische Erfindungen – eigenständig überliefert, aber eigentlich kein eigenständiges Werk: Hierbei handelt es sich um einen Auszug aus dem Handbuch (Buch 5).

Das häufig Philon zugeschriebene Περὶ τῶν ἑπτὰ θεαμάτων Perí tṓn heptá theamátōn, lateinisch De septem mundi miraculis – Die sieben Weltwunder – ist von einem gleichnamigen, mehrere Jahrhunderte jüngeren, in der Spätantike lebenden Autor verfasst worden.

### Handbuch der Mechanik
Diese Schrift umfasst insgesamt neun Bücher. Die Bücher tragen die Titel:
1. Einführung
2. Der Hebel
3. Das Anlegen von Seehäfen
4. Katapulte
5. Pneumatik
6. Automatische Theater
7. Der Festungsbau
8. Belagerung und Verteidigung von Städten
9. Strategeme

Der Text der Bücher 4, 5, 7 und 8 ist erhalten, der Rest ist verloren.
Die erhaltenen Texte sind von Thevenot in den „Mathematici Veteres“ (Paris 1693) und von Hermann Köchly und Wilhelm Rüstow in den „Griechischen Kriegsschriftstellern“ (Band 1, Leipzig 1853) herausgegeben worden. Die maßgebliche Ausgabe stammt von Hermann Diels und Erwin Schramm (1918/1919).
In Buch 4 beschreibt er den Bau von Wurfmaschinen für Pfeile (εὐθύτονος ὀξυβόλος/εὐθύτονον euthýtonos oxybólos/euthýtonon, Pfeilkatapult [wörtlich: „wohlgespannte Speerschleuder“]) und für Steine (παλίντονον palíntonon, Steinkatapult). Er entwickelte neue Spannvorrichtungen und beschreibt die Maßstäbe, nach denen man Katapulte bauen kann. Auch die Anfertigung von Geschützen, die Anlage von Mauern und Türmen und der Belagerungskrieg wird in seinem Hauptwerk behandelt. Allerdings sind seine Studien nicht so ausführlich wie die des griechischen Mechanikers Heron (vermutlich 1. Jahrhundert n. Chr.).
In Buch 5 beschreibt Philon die Pneumatik (Lehre der Luft) sowie von der Kraft des Wassers und des Vakuums.
Buch 7 und 8 (in früheren Ausgaben als Buch 5 bezeichnet) setzen sich mit militärischen Rüstungen und der Städtebelagerung sowie -verteidigung auseinander.

## Ausgaben
- Melchisédech Thévenot. Veteres mathematici (Veterum mathematicorum Athenæi, Apollodori, Philonis, Bitonis, Heronis, et aliorum opera, Græce et Latine, pleraque nunc primum edita). Paris, 1693. P. 49–104.
- Albert de Rochas. Poliorcétique des Grecs. Traité de fortification, d'attaque et de défense des places par Philon de Bysance. Paris, 1872 (Extrait des mémoires de la société d'émulation du Doubs. IVe série, t. VI, 1870–1871).
- Richard Schöne. Philonis Mechanicae syntaxis libri quartus et quintus. Berlin: Reimer, 1893.
- Hermann Diels, Erwin Schramm. Philons Belopoiika (Viertes Buch der Mechanik). Griechisch und Deutsch / Abhandlungen der Preussischen Akademie der Wissenschaften. Jahrgang 1918. Phil.-hist. Klasse Nr. 16 (Einzelausgabe 1919). digitalisat
- Hermann Diels, Erwin Schramm. Exzerpte aus Philons Mechanik B. VII und VIII (vulgo fünftes Buch). Griechisch und Deutsch / Abhandlungen der Preussischen Akademie der Wissenschaften. Jahrgang 1919. Phil.-hist. Klasse Nr. 12 (Einzelausgabe 1920).
- F.D. Prager. Philo of Byzantium, Pneumatica. 1974 (Faksimile und Transkription einer lateinischen sowie Übersetzung einer arabischen Handschrift mit Anmerkungen, Abbildungen und Kommentar)